# Глубокая Долина (Гадячский район)
Глубокая Долина (укр. Глибока Долина) — село,
Малопобиванский сельский совет,
Гадячский район,
Полтавская область,
Украина.
Код КОАТУУ — 5320484602. Население по переписи 2001 года составляло 101 человек.

## Географическое положение
Село Глубокая Долина находится на расстоянии в 1 км от села Малая Побиванка.
По селу протекает пересыхающий ручей с запрудой.
Через село проходит автомобильная дорога Т-1904.

## История
- 1852 — дата основания.